# Noorder- en Zuidersluis
De Noorder- en Zuidersluis in Schardam zijn twee keersluizen die ten behoeve van de waterhuishouding in de Schermerboezem (Noord-Holland boven het IJ) zijn gebouwd. De twee stenen sluizen worden beheerd door Hoogheemraadschap Hollands Noorderkwartier. Ze zijn sinds 1972 samen beschermd als rijksmonument.

## Geschiedenis
De sluizen bij Schardam vervullen sinds de late middeleeuwen een belangrijke taak in de waterhuishouding van Noord-Holland boven het IJ. In 1315, maar volgens Mr. G. de Vries ergens tussen 1311 en 1319, werd de Schardam aangelegd, die de daar gelegen verbinding van de Zuiderzee met de binnenwateren van het Noorderkwartier afsloot. In de dam werden wel meteen al openingen gelaten om schepen van de Beemster naar de Zuiderzee te kunnen laten varen. In 1357 werd er door graaf Willem V toestemming verleend om de dam met sluizen geheel af te sluiten. De twee sluizen die gebouwd werden, kregen de functie van duikersluis, hiermee werden zij ook inundatiesluizen voor de Stelling van Amsterdam. Door de bouw van de dam was de invloed van de Zuiderzee verminderd, maar de Beemster had aan de westzijde nog vrij spel. Door de bekading van de Oosthuizerkoog en Beetskoog werd hieraan een einde gemaakt. Dit gebeurde na de aanleg van de Schardam, maar vóór 1388. Ondanks de bekading van de beide kogen bleef de Beemster overlast veroorzaken, zoals volgens Lex Ritman bleek uit de dijkbreuk in de Slingerdijk (tussen Oosthuizen en Etersheim) in 1552. Het bestuur over de Schardam dat oorspronkelijk geheel in handen was van de schout en schepenen van Schermer, werd later over de schout en schepenen van Schermer en de dijkgraaf en heemraden van de Nieuwendam over de Krommenie verdeeld, zodat de Schardam in twee afdelingen was gesplitst. In 1357 verleende graaf Willem V van Holland toestemming om aldaar een nieuwe sluis te bouwen.. Deze sluis, of sluizen, was zeer waarschijnlijk van hout. De sluizen zijn in hun huidige vorm (van steen) aangelegd door het voormalige Hoogheemraadschap van de Uitwaterende Sluizen in Kennemerland en West-Friesland, de Zuidersluis in 1592 en werd in 1712 volledig gerestaureerd, waarbij er een ovale gevelsteen geplaatst werd. De Noordersluis werd in 1737-38 gerestaureerd omdat er paalworm in het hout zat. Voor de sluizen ligt een drempel, deze werd door de timmerman die het herstelwerk verrichtte voorzien van een koperen plaat. De koperen plaat moet voorkomen dat er opnieuw paalworm in het houtwerk komt. Na het afronden van de werkzaamheden werd er opnieuw een gevelsteen ingemetseld. Deze gevelsteen werd in het zuidelijke bruggenhoofd geplaatst. Tussen 1916 en 1920 worden de kades aangepakt en wordt de dijk verhoogd, waarbij de beide sluizen ook verhoogd worden. In 1965 werd in de binnenvloeddeur van de Noordersluis een stuwklep, ook bekend als rinket, geplaatst. De Noordersluis werd in 1981 voorzien van een regelbare stuw.
Sinds 2003 worden de drie sluizen beheerd door het Hoogheemraadschap Hollands Noorderkwartier waarvan het hoofdkantoor is gevestigd in Heerhugowaard.
In 2019 werd bekend gemaakt dat de drie sluizen technisch zijn afgekeurd en verstevigd zullen moeten worden, om ook in de toekomst het achterland te kunnen blijven beschermen bij zwaar weer. Uit het onderzoek bleek dat niet zeker is dat de sluizen tijdens een superstorm voldoende sterk zijn om het water te kunnen blijven keren. De sluizen werden in februari 2020 geïnspecteerd, hierbij zijn zij individueel drooggelegd zodat zij ook onder de waterlijn bekeken konden worden. Voor deze inspectie stond al vast dat de binnendijkse schuiven vervangen zullen moeten worden. De versterking staat gepland voor 2022.

## Vormgeving
Tussen de Noorder- en Zuidersluis ligt een eilandje, met vlak naast de Noordersluis een banpaal van Hoorn uit 1761. Ten noorden van de Noordersluis staat de sluiswachterswoning, eveneens beschermd als rijksmonument. Over de sluizen liggen bruggen met witgeverfde leuningen. De brug over de Hornsluis is gelijk aan de twee bruggen over de Noorder- en Zuidersluis.
De beide sluizen hebben elk een eigen in- en uitlaat, bekend als kolk, maar deze vloeien wel samen. Aan de oostzijde vloeien ze samen in de vluchthaven van Schardam, aan de westzijde in de Korsloot die verbonden is met de Beemsterringvaart.
In het Bentheimer zandsteen van de Zuidersluis zitten merktekens. Dezelfde merktekens komen voor in stenen van de Dom van Keulen, Lebuinuskerk in Deventer en de Peperbus in Zwolle. Dit betekent dat voor al deze stenen dezelfde steenhouwer in dienst is geweest.